# Esther Hovers
Esther Hovers (Amsterdam, 1991) is een Nederlands beeldend kunstenaar.

## Biografie
Hovers studeerde fotografie aan de Koninklijke Academie Beeldende Kunsten in Den Haag. Hovers onderzoekt in haar werk hoe politieke macht invloed uitoefent op de openbare ruimte door stadsplanning en maakt installaties waarin tekeningen tekst en film met elkaar verweven worden.
In 2015 won Esther Hovers de Startpoint-prijs en inmiddels heeft ze onder andere geëxposeerd in Foam, Stroom Den Haag en Arti et Amicitiae.

## Prijzen
- 2015: Startpoint-prijs

## Externe Link
- Officiële website

- Gemeinsame Normdatei: 1129199290
- International Standard Name Identifier: 0000 0004 7648 5630
- Library of Congress Control Number: no2018060453
- Nederlandse Thesaurus van Auteursnamen: 422907081
- Virtual International Authority File: 1255149198359574940002